# Fuilla
Fuilla is een gemeente in het Franse departement Pyrénées-Orientales (regio Occitanie). Fuilla telde op 1 januari 2022 435 inwoners. De plaats maakt deel uit van het arrondissement Prades.

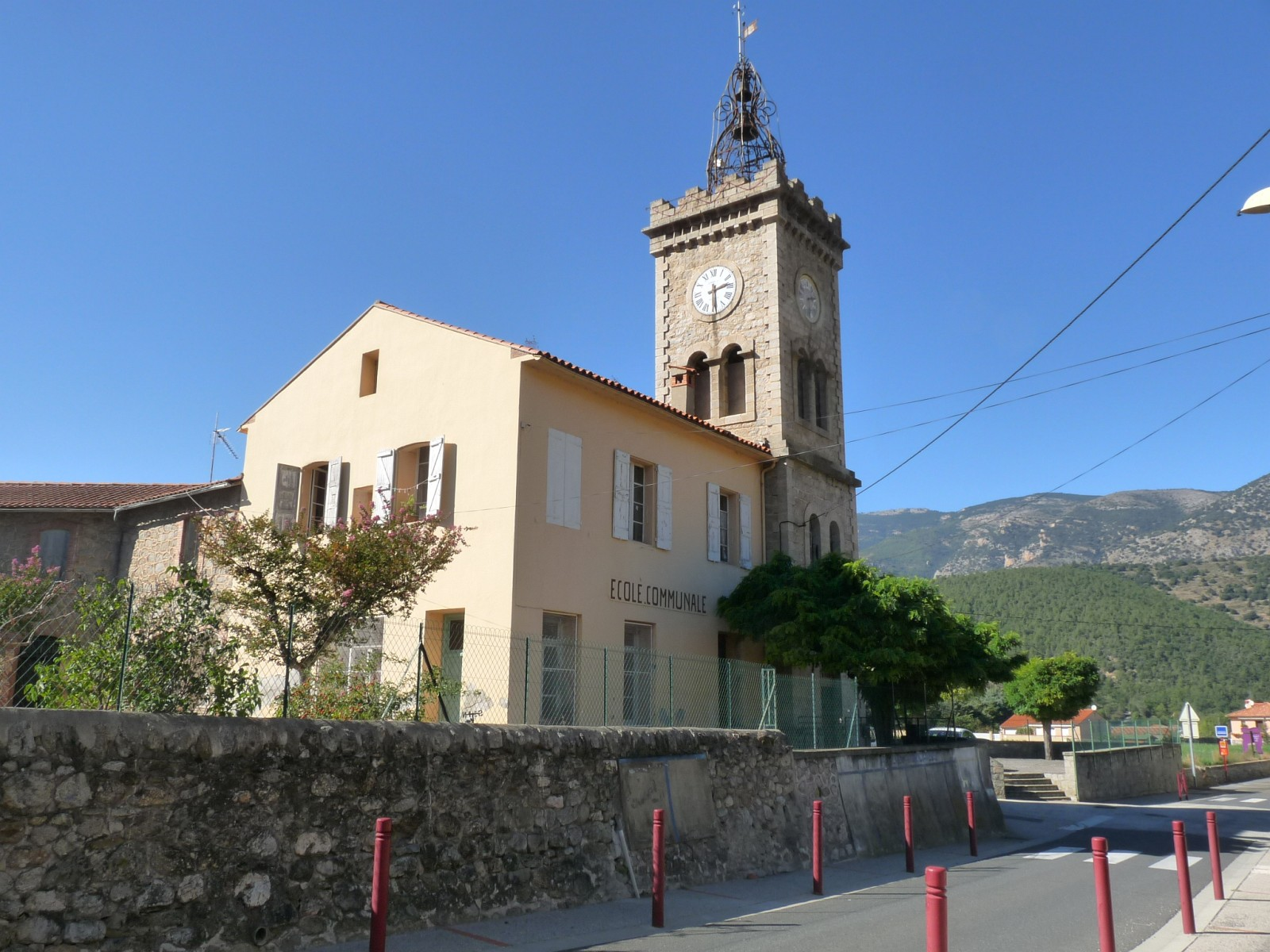
Schoolgebouw

## Geografie
De oppervlakte van Fuilla bedraagt 9,6 km², de bevolkingsdichtheid is 34,3 inwoners per km². Onderdelen zijn de woonplaatsen Fuilla Bas, Fuilla de millieu en Fuilla Haut. De plaatsen liggen in de vallei van het riviertje La Rotja.

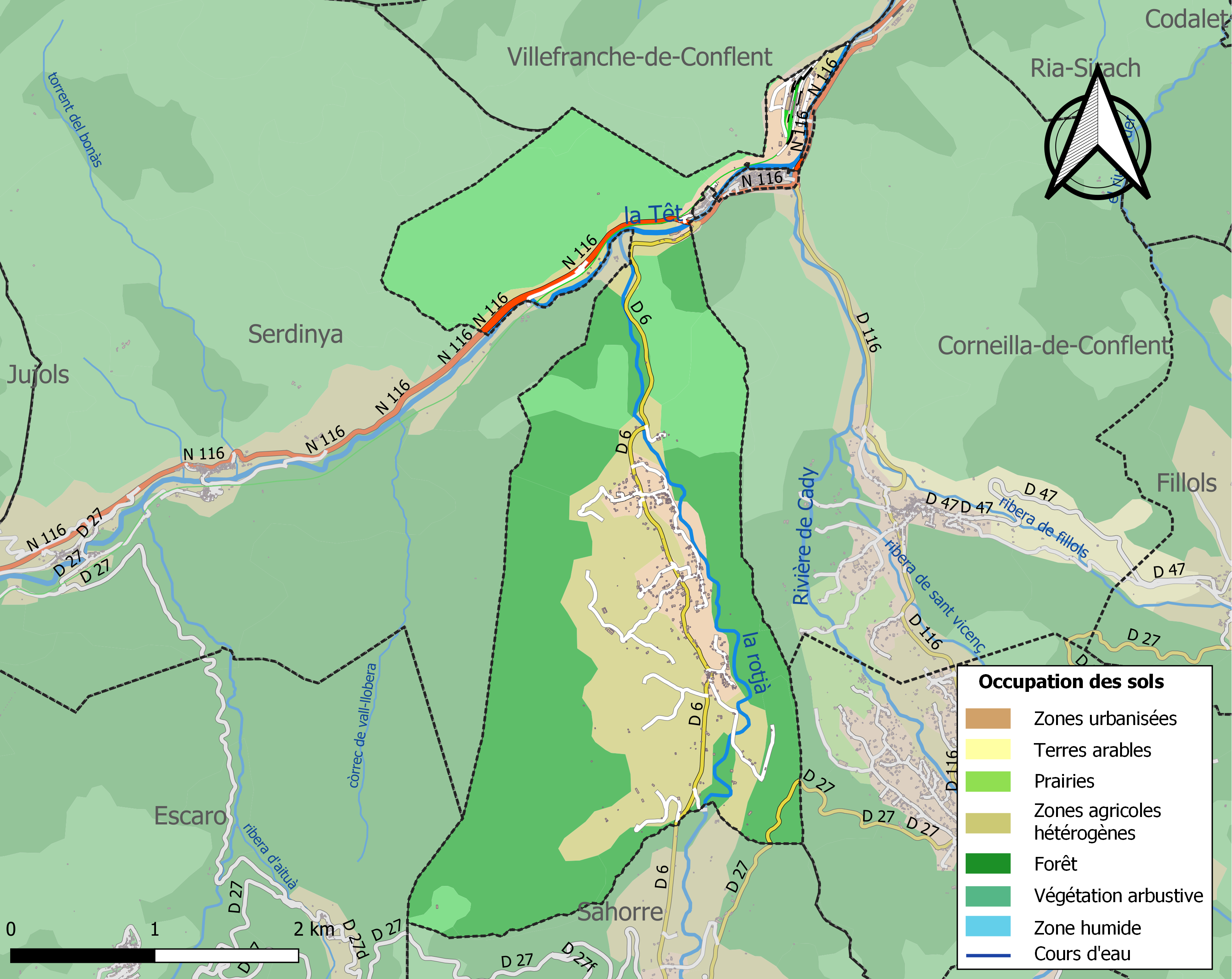
Kaart van de gemeente met de belangrijkste infrastructuur, bodemgebruik en omliggende gemeenten

## Demografie
Onderstaande figuur toont het verloop van het inwonertal (bron: INSEE-tellingen).